# Vârtej central
Vârtejurile centrale sunt defecte topologice liniare care există în vidul teoriei Yang–Mills și QCD. Există dovezi în simulările pe rețea că acestea joacă un rol important în confinarea quarcurilor.

## Descriere topologică
Vârtejurile centrale transportă o sarcină gauge sub elementele de centru ale acoperirii universale a grupului gauge G. Echivalent, sarcina lor topologică este un element al grupului fundamental al acestei acoperiri universale împărțit la centrul său.
Într-un spațiu bidimensional M, un vârtej central într-un punct x poate fi construit astfel: Se începe cu un grup trivial G peste M. Se taie de-a lungul unui cerc care înconjoară x. Spațiul total este lipit la loc cu o funcție de tranziție care este o aplicație de la cercul tăiat la o reprezentare a lui G. Noul spațiu total este grupul gauge al unui vârtej central.
Acum vârtejul la x este construit. Sarcina sa topologică poate fi calculată astfel: Ridicând această aplicație la acoperirea universală a lui G, de fiecare dată când se parcurge cercul, funcția de tranziție se schimbă cu un anumit element din centrul acoperirii universale. Acest element este sarcina.
Vârtejurile centrale există și în spații de dimensiuni mai mari. Ele sunt întotdeauna de codimensiune doi, iar construcția de mai sus este generalizată prin tăierea de-a lungul unui tub care înconjoară vârtejul.

## În teoriile SU(N).
În cazul teoriilor gauge SU(N), centrul constă din matrici constante:
{\displaystyle z_{n}=e^{\frac {2\pi in}{N}}I\;,}
unde I este matricea unitate. Aceste elemente formează subgrupul abelian ZN. Sub astfel de elemente centrale, quarcurile se transformă ca
{\displaystyle \psi \to e^{\frac {2\pi in}{N}}\psi \;,}
în timp ce gluonii sunt invarianți. Aceasta înseamnă că, dacă quarcurile sunt libere (ca în faza de deconfinare), simetria centrului va fi ruptă. Restaurarea simetriei centrale va implica confinare. 't Hooft a pus acest lucru pe un fundament mai riguros.
Cele două faze ale teoriei pot fi distinse pe baza comportamentului vârtejurilor. Când se consideră o anumită buclă Wilson, dacă vârtejurile sunt în general lungi, majoritatea vârtejurilor vor străpunge suprafața din interiorul buclei Wilson doar o singură dată. Mai mult, numărul de vârtejuri care străpung această suprafață va crește proporțional cu aria suprafeței. Datorită faptului că vârtejurile suprimă valoarea așteptării de vid a buclei Wilson, aceasta va duce la o lege a ariei, adică bucla Wilson W (C) se comportă ca
{\displaystyle \langle W(C)\rangle \propto e^{-\sigma A}\;,}
unde A este aria întinsă de buclă. Constanta σ se numește tensiunea coardelor. Acest comportament este tipic pentru confinare. Cu toate acestea, atunci când se consideră un regim în care vârtejurile sunt în general scurte — adică formează bucle mici — ele vor străpunge de obicei suprafața buclei Wilson de două ori în direcții opuse, ducând astfel la anularea celor două contribuții. Numai buclele vârtejurilor apropiate de bucla Wilson însăși o vor străpunge o singură dată, ducând astfel la o contribuție care crește ca perimetrul:
{\displaystyle \langle W(C)\rangle \propto e^{-\alpha L}\;,}
unde L este lungimea buclei Wilson, iar α este o constantă. Acest comportament indică faptul că nu există confinare.
În simulările pe rețea, acest comportament este într-adevăr observat. La temperaturi scăzute (unde există confinare), vârtejurile formează grupuri mari și complexe și pătrund prin spațiu. La temperaturi mai ridicate (peste tranziția de fază de deconfinare), vârtejurile formează bucle mici. Mai mult, s-a observat că tensiunea coardelor scade aproape la zero atunci când vârtejurile centrale sunt eliminate din simulare. Pe de altă parte, tensiunea coardelor rămâne aproximativ neschimbată atunci când se elimină totul, cu excepția vârtejurilor centrale. Acest lucru arată clar relația strânsă dintre vârtejurile centrale și confinare. În afară de aceasta, s-a demonstrat și în simulări că vârtejurile au o densitate finită în limita continuă (ceea ce înseamnă că nu sunt un artefact al rețelei, ci există în realitate) și că sunt, de asemenea, legate de ruperea simetriei chirale și de sarcina topologică.
O subtilitate se referă la tensiunea coardelor la distanță intermediară și în limita N mare. Conform imaginii vârtejului central, tensiunea coardelor ar trebui să depindă de modul în care câmpurile materiei se transformă sub centru, adică așa-numita N-alitate. Acest lucru pare să fie corect pentru tensiunea coardelor la distanță mare, dar la distanțe mai mici, tensiunea coardelor este în schimb proporțională cu Casimirul pătratic al reprezentării — așa-numita scalare Casimir. Acest lucru a fost explicat prin formarea de domenii în jurul vârtejurilor centrale. În limita N mare, această scalare Casimir merge până la distanțe mari.

## În teoriile gauge cu centru trivial
Luați în considerare grupul gauge SO((3). Acesta are un centru trivial, dar grupul său fundamental π1(SO(3)) este Z2. În mod similar, acoperirea sa universală este SU(2) al cărui centru este din nou Z2. Astfel, vârtejurile centrale din această teorie sunt încărcate sub Z2 și astfel ne așteptăm ca perechile de vârtejuri să se anihileze.
De asemenea, teoria gauge G2⁠(d) nu are o tensiune a coardelor cu rază lungă, ceea ce este consistent cu imaginea vârtejului central. În această teorie, gluonii pot ecrana quarcurile, ducând la stări de culoare singlet cu numărul cuantic al quarcurilor. Cu toate acestea, scalarea Casimir este încă prezentă la intervale intermediare, adică înainte de ruperea coardelor. Acest lucru poate fi explicat prin formarea de domenii.